# Rio Purus
Der 3210 Kilometer lange Rio Purus (portugiesische Schreibweise; im Spanischen Río Purús) ist ein rechter Nebenfluss des Amazonas, des größten Stromes von Südamerika.

## Flusslauf
Der Fluss entsteht in einer Mittelgebirgs-Region östlich der peruanischen Anden aus dem Zusammenfluss von Río Curiuja (links) und Río Cujar (rechts) in der Sierra de Contamana. Deren Quellen befinden sich in der peruanischen Region Ucayali, rund 320 Kilometer nördlich von Cuzco. Von dort aus fließt der Purus in nordöstlicher Richtung nach Brasilien, wo er in einem sehr stark mäandernden Flusslauf und mit nur wenig Gefälle dem großen Amazonas zufließt. Seine Mündung liegt etwa 150 km westlich der Großstadt Manaus.
Orografisch ist der Purus dem Rio Madeira (siehe Karte) sehr ähnlich. Er fließt rund 200 Kilometer westlicher großenteils parallel zu diesem und hat fast dieselbe Länge. Sein Verlauf folgt annähernd der Luftlinie zwischen den Amazonasquellen des Ucayali und dem Zentrum des Amazonasbeckens bei Manaus.
Die Luftlinie von seiner Quelle bis zur Mündung misst nur rund 1450 Kilometer, bei Einrechnung aller Mäander wird seine Länge auf etwa 3200 km geschätzt. Das Einzugsgebiet hat eine Fläche von 371.042 Quadratkilometern. Seine Mündung befindet sich im brasilianischen Bundesstaat Amazonas. Der Purus trägt mit einer Wasserführung von 11.000 m³/s gut fünf Prozent zum Wasser des Amazonas an dessen Mündung bei.
An den Ufern des Purus befinden sich etwa 40.000 km² Überschwemmungsflächen (Várzea); außerdem bilden sich aus den alten Mäandern eine Vielzahl von Seen. Diese beiden Faktoren führen dazu, dass der Purús fischwirtschaftlich ein außerordentlich produktiver Fluss ist und den größten Teil der Fischversorgung für die Großstadt Manaus sicherstellt.
Der Purus ist über den größten Teil seiner Länge schiffbar; über den Rio Acre, einen seiner Nebenflüsse, bis hin nach Bolivien.

## Geschichte
Zwischen 1861 und 1865 fuhr der englische Entdecker William Chandless erstmals bis zu den Quellgebieten des Purus hinauf. 1871 folgte eine Expedition von Pereira Labre, nach dem später die Stadt Lábrea benannt wurde.
Am Oberlauf des Rio Purus wurden 2008 mit Hilfe von Satellitenaufnahmen Geoglyphen einer bisher noch unbekannten präkolumbianischen Kultur entdeckt.

## Die größten Zuflüsse
Zu den größten Zuflüssen gehören (flussabwärts):
- Rio Chandless (rechts)
- Rio Iaco (rechts)
- Rio Acre (rechts)
- Rio Inauini (links)
- Rio Pauini (links)
- Rio Sepatini (rechts)
- Rio Ituxi (rechts)
- Rio Mucuim (rechts)
- Rio Tapauá (links)
- Rio Itapapaná (rechts)
- Rio Ipixuna (rechts)